# Acacia pataczekii
Acacia pataczekii är en ärtväxtart som beskrevs av Dennis Ivor Morris. Acacia pataczekii ingår i släktet akacior, och familjen ärtväxter. Inga underarter finns listade i Catalogue of Life.